# 溲種法
溲種法，是一種古代的農業技術，始於中國西漢時期。據中國最早的農書《氾勝之書》〈三、溲種法〉記載，使用溲種法耕種可使農產量提高（「治種如此，則收常倍。」）。

## 作法
溲種法共有兩種，「后稷法」和「神農法」。雖然兩種方法的作法不同，但原理一樣。農民都會在種子外面包上一層以蠶矢和羊矢為主要原料、附加藥物的糞殼。在「后稷法」方面，農民會用斫碎了的一石馬骨，加上三石水煮沸三次，再漉出骨渣。然後把五粒附子放在骨汁内浸漬。過了三至四天後，他們會取出附子，並用分量相等的蠶糞和羊糞加進骨汁内攬拌至稠粥状。在播種前二十天，他們把種子放在骨汁內攪拌，從而令稠汁黏附在種子的表面。
至於「神農法」方面，農民把斫碎了的馬、牛、羊、豬、麋、鹿等骨加上三斗雪水煮沸三次。其後漉去骨渣，用清汁来浸漬附子。每一斗骨汁浸漬五粒附子。經過五天後，他們取出附子，再把等量的麋糞、鹿糞和羊糞搗爛，放進清汁中均匀地攪拌。待晴天温暖的時候，農民就進行溲種直至附在種子上的稠汁曬乾。另外，用煮蠶蟲繅絲的水來調糞溲種亦可達到以上的效果。
種子在處理後就可以拿去播種。當出苗的時候遇上大旱災，溲種過的種子也能達致免蟲和耐旱的功效。而這些處理過的種子可以促進種子萌動、麥苗生長、種肥以及殺蟲防病。另一方面，也增加了小麥的吸水力。當小麥增加了吸水力，作物的抗旱能力便會提高。而抗旱能力提高則會增加農作物的產量。現今歐洲農民從種子公司買回來的種子都經過特殊的「種子包衣技術」處理，驟眼看似是從藥房的糖衣藥丸。類似的種子處理技術在中國西漢時期已經採用。不過尚未有研究證明種子包衣技術是受溲種法的啟發而來。而「溲種法」和「區田法」同是較有名的農業技術。

## 外部連結
- 智匯三農 溲種法 （页面存档备份，存于）